# Синоптики (песня)
«Синоптики» — песня рок-группы «Наутилус Помпилиус». Слова и музыка Вячеслава Бутусова, 1985 год.

Синоптики белых стыдливых ночей,

Сумевшие выжить на лютом морозе.

Вы сделали нас чуть теплей, чуть светлей,

Мы стали подвижней в оттаявших позах.
— Наутилус Помпилиус, «Синоптики»
Песня была записана за короткий промежуток времени, как поток сознания, перед этим точно таким же образом была написана песня «Праздник общей беды».
Вячеслав Бутусов вместе с группой «Ю-Питер» исполняет песню «Синоптики» на концертах.
В альбоме «Отчёт 1983—1993» была записана кавер-версия песня в исполнении Сергея Кондакова и его группы «Отражение».
На альбоме В. Бутусов. «Тихие игры» записано 2 варианта песни «Синоптики».

## Смысл
Песня была написана Бутусовым после первого приезда в Ленинград и посещения ленинградского рок-клуба.
Считается, что текст песни имеет непосредственное отношение к рок-музыкантам, которыми автор восхищается: «…слушаю каждый ваш новый прогноз…», «…какая надежда в вас! какая любовь!..» «… без песен... без жестов, без слов...»
Синоптики — это рокеры, «сумевшие выжить на лютом морозе» советской действительности и сделавшие людскую жизнь «чуть теплей, чуть светлей», а главное самих людей — более активными в политическом смысле: «мы стали подвижней в оттаявших позах».
Второй куплет песни посвящён рокерам зарубежным — «заморским», которых Бутусов называет «богами» (чаще всего — «заморскими», а на одной записи — «великими»).
«Хранители» их «тайны» — это хиппи. Отсюда и «девчонки», уводимые «под белый покров», «растительная пища» (дети цветов) и «трава» — наркотические средства.
Третий куплет посвящён уже рокерам советским. Автор приводит живое описание своих друзей, коллег и современников: они родились в куда более пуританском и закрытом обществе - "не знавшие с детства ни женщин ни ласки...”, рано сковали, «связали» себя «семейными узами», да и «средство от долгих разлук» у них преимущественно другое, более жидкое и прозрачное, нежели у заокеанских идолов. Что роднит их с кумирами, так это приверженность на первый взгляд «безумным», но воплощаемым ими в жизнь «идеям», и способность, дар каждый раз «совершать чудо», создавая шедевры и делясь ими с многочисленными поклонниками.

## Дискография
Песня встречается в следующих альбомах:
Концертные издания:
- 1987 — Подъём (Концерт в Таллине) CD, продолжительность 04:17
- 1988 — Ни Кому Ни Кабельность (Столицы) 2CD., продолжительность 04:38
- 1988 — Отбой Концерт в ГКЦЗ «Россия» LP, CD
- 1996 — Акустика (Лучшие Песни) (Концерт в ДК им. Горбунова, Москва, 2 марта 1996)

Номерные альбомы:
- 1988 — Раскол CD
- 1993 — Отчёт 1983—1993 LP, CD голос и аранжировка Сергея Кондакова, группа «Отражение», Свердловский рок-клуб.

Сборники:
- 1993 — Greenpeace Rocks Издан: 1993, SNC Records (SNCD3012)
- 2002 — Наутилус Помпилиус. Лучшие песни, продолжительность 05:17

## Фильмография
- «Последнее плавание…» — в фильм вошло исполнение песни на прощальном концерте Наутилус Помпилиус в ГКЦЗ «Россия» 5 июня 1997 г.